# Тмутороканський камінь
59°56′27″ пн. ш. 30°18′45″ сх. д. / 59.94088° пн. ш. 30.312627° сх. д.
Тмуторока́нський ка́мінь — мармурова прямокутна плита з висіченим на ній руським написом 1068 року. Пам'ятка української мови. Питання щодо підробки каменя ставилося з моменту його знаходження багатьма дослідниками. Достовірність другої (нижньої) частини напису ставиться під сумнів сучасними вченими, вважається доведеним факт її пізнішого вигравірування[⇨].

## Короткий опис
Знайдений 1792 року на Таманському березі Керченської протоки. Довжина плити 2,25 м, ширина 70 см, товщина 24 см. Вага близько 850 кг. Напис:
|  | Въ лѣто 6576 індикта 6 Глѣбъ кнѧзь мѣрилъ м<оре> по лєду ѿ Тъмутороканѧ до Кърчєва 10000 и 4000 сѧжє<нъ> |

Текст вперше опублікував 1794 року російський колекціонер «старожитностей», обер-прокурор Святійшого Синоду А. Мусін-Пушкін. Тмутороканська плита є цінною епіграфічною пам'яткою Тмутороканського князівства часів панування князя Гліба Святославича. Знахідка мала велике наукове значення, адже допомогла визначити місцезнаходження давньоруського міста Тмуторокані, Тмутороканського князівства. Унікальність напису викликала жваву дискусію про його автентичність. Тмутороканський камінь досліджували російські історики А. Оленін, А. Спіцин, Б. Рибаков, А. Монґайт, американський історик B. J. Boek. З 1857 року Тмутороканський камінь зберігається в Ермітажі (Санкт-Петербург).

## Критика та ствердження про підробку каменя
Першим у автентичності каменя засумнівався академік Петер-Симон Паллас, а вслід за ним і інші історики. Вони зазначали, що ні європейські хроніки, ні арабські, ні візантійські літописи, ні в XI, ні в XII, ні в наступних століттях нічого не згадували про загадкове князівство на березі Азова.
1901 року академік Олександр Спіцин зазначив, що Тмутаракані не існувало взагалі. Французький вчений Андре Мазон 1940 року в своїй книзі довів, що Тмутараканський камінь був майстерною підробкою XVIII століття. Серед вчених, які заперечують автентичність Тмутаракані, був відомий краєзнавець та історик Михайло Успенський. Вперше професор Олександр Зимін відкрито повідомив у своїй доповіді в лютому 1964 року в Ленінграді, що камінь — підробка. У 2001 році у Варшаві про підробку Тмутараканського каменя було оголошено професором Гарвардського університету Едвардом Кінаном.
Історик Хоруженко О. І. вважає, що заклики вважати дискусію про достовірність напису на камені завершеними передчасними. Проводячи аналіз досліджень каменю, він дійшов висновку, що перший і другий рядок було виконано двома різними почерками та різними різьбярами у різний час: другий рядок був написаний кількома століттями пізніше і набагато краще зберігся. Початковий текст виглядав так: «Въ лѣто 6576 інді<кта> 6 Глѣбъ кнѧзь мѣрилъ м[…]» і не давав жодної інформації. Незважаючи на цей факт, у підручниках та навчальних посібниках двоскладність напису, ймовірно, передчасно виставляється як «точне та перевірене наукове знання». Таким чином, напис про «замір» князем Глібом ширини Керченської протоки, згідно з дослідженнями її палеографічних особливостей та фізичного стану, відстояв від цієї події, якщо вона взагалі мала місце, на сторіччя або навіть більше.

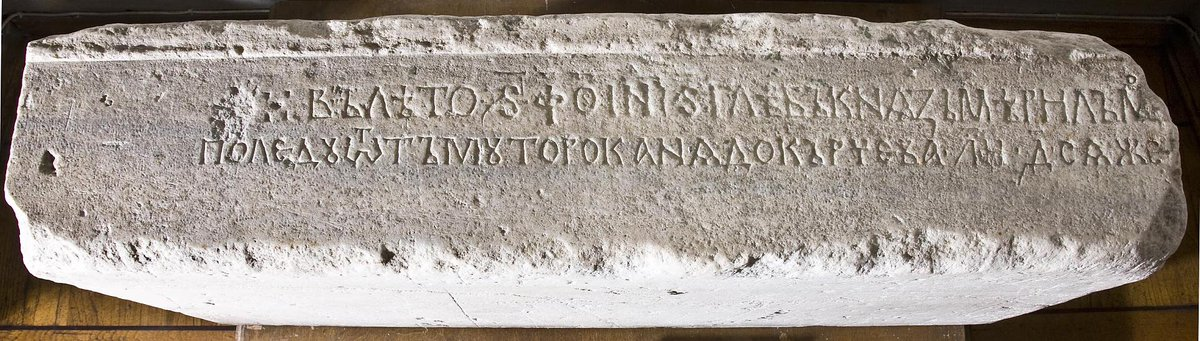
Тмутараканський камінь. Знайдений 1792 року, сучасний вигляд. Можна побачити початковий текст (верхній рядок) та пізню підробку, яка збереглася набагато краще та написана іншим шрифтом (нижній рядок)